# Buonconvento
Buonconvento är en ort och kommun i provinsen Siena i regionen Toscana i Italien. Kommunen hade 3 102 invånare (2018).